# Enravota-Gletscher
Der Enravota-Gletscher (bulgarisch ледник Енравота lednik Enrawota) ist ein 10 km langer und 3,5 km breiter Gletscher an der Nordenskjöld-Küste des Grahamland auf der Antarktischen Halbinsel. Er fließt südwestlich des Wratschesch-Gletschers und nördlich des unteren Abschnitts des Drygalski-Gletschers von den Südhängen des Ruth Ridge in südöstlicher Richtung zum Drygalski-Gletscher, den er östlich der Bekker-Nunatakker erreicht. 
Britische Wissenschaftler kartierten ihn 1978. Die Kommission für Antarktische Geographische Namen benannte ihn 2013 nach dem ersten bulgarischen Märtyrer, dem Heiligen Boyan-Enravota (9. Jahrhundert).

## Weblink
- Enravota Glacier im SCAR (Composite Gazetteer of Antarctica).